# Chrysanthoglossum
Chrysanthoglossum es un género de plantas fanerógamas perteneciente a la familia Asteraceae. Es originario de Argelia. El taxón comprende dos especies.

## Taxonomía
El género fue descrito por B.H.Wilcox, K.Bremer & Humphries y publicado en Bulletin of the Natural History Museum, London (Botany) 23(2): 143. 1993.

## Especies aceptadas
A continuación se brinda un listado de las especies del género Chrysanthoglossum aceptadas hasta noviembre de 2013, ordenadas alfabéticamente. Para cada una se indica el nombre binomial seguido del autor, abreviado según las convenciones y usos.
- Chrysanthoglossum deserticola (Murb.) B.H.Wilcox, K.Bremer & Humphries
- Chrysanthoglossum trifurcatum (Desf.) B.H.Wilcox, K.Bremer & Humphries